# Pachypeza
Pachypeza is een kevergeslacht uit de familie van de boktorren (Cerambycidae). De wetenschappelijke naam van het geslacht werd voor het eerst geldig gepubliceerd in 1835 door Audinet-Serville.

## Soorten
Pachypeza omvat de volgende soorten:
- Pachypeza borealis Hovore & Giesbert, 1998
- Pachypeza ferruginea Martins, Galileo & Limeira-de-Oliveira, 2009
- Pachypeza joda Dillon & Dillon, 1945
- Pachypeza marginata Pascoe, 1888
- Pachypeza panamensis Giesbert, 1987
- Pachypeza pennicornis (Germar, 1824)
- Pachypeza phegea Dillon & Dillon, 1945
- Pachypeza teres Pascoe, 1888